# Debrunner Koenig Holding
 (juin 2016).
Si vous disposez d'ouvrages ou d'articles de référence ou si vous connaissez des sites web de qualité traitant du thème abordé ici, merci de compléter l'article en donnant les références utiles à sa vérifiabilité et en les liant à la section « Notes et références ».
Basé à St-Gall, le groupe Debrunner Koenig AG est une entreprise suisse de négoce de gros active dans les domaines suivants : armatures, acier et métaux, services pour métaux et produits techniques. Ses clients sont actifs dans la construction, l’industrie et l’artisanat. Employant 1’429 collaborateurs/trices, le groupe a réalisé en 2020 un chiffre d'affaires de CHF 981 millions.
L'entreprise est née en 1988 de la fusion du groupe saint-gallois Debrunner, dont les racines remontent à 1755, avec le groupe Koenig. Elle fait partie depuis 1997 du groupe allemand Klöckner & Co.

## Domaine d'activités
Le groupe comprend les quatre départements Armatures, Acier & métaux, Services pour métaux et Produits techniques, répartis dans les sociétés Debrunner Acifer, Debrunner Acifer Bewehrungen, Metall Service Menziken et Bewetec.
Le département Armatures regroupe les aciers d’armature ainsi que les produits spéciaux et les accessoires pour la technique d’armature. Le département Acier & métaux est consacré à l’acier et aux métaux (poutrelles, profilés, tôles, etc.) et propose aussi divers services de parachèvement. Avec ses centres de services de haute qualité pour l’acier, l’aluminium et les métaux, le département Services pour métaux contribue sensiblement à l'approvisionnement de l'industrie suisse des machines. Le département Produits techniques s’adresse à d’autres secteurs de la construction et aux clients de l’industrie et de l’artisanat : Génie civil, Eau et technique du bâtiment, Technique de fixation, Outils, Machines et Protection au travail.

## Historique
L'histoire du groupe remonte à 1755 avec la fondation à Saint-Gall d'un commerce de fer sous la raison sociale «Hochreutiner'sche Eisenhandlung»[Quoi ?], qui reste sous contrôle de la famille Hochreutiner durant quatre générations.
En 1862, faute d'héritier dans la famille Hochreutiner, la direction est confiée à M. Theodor Scherrer. En 1885, Jean Debrunner lui succède. Sous sa direction, l'entreprise commence son expansion[réf. nécessaire] et prend le nom Debrunner & Cie (1911). La guerre et les années qui s'ensuivent sonnent le glas de la conjoncture florissante des débuts de l'industrialisation.[réf. nécessaire].
En 1930, l'entreprise, jusqu'alors société en commandite, se transforme en société anonyme. Celle-ci est transmise à la génération suivante représentée par MM. Henri Debrunner et Max Scherrer, les fils des deux directeurs précédents. À l'éclatement de la Deuxième Guerre mondiale, leur négoce d'acier et d'articles de quincaillerie - qui s'était entre-temps progressivement rétabli - subit un nouveau repli.
Les années d'après-guerre et l'essor économique qui s'ensuivent permettent à l'entreprise de se développer : en l'espace de quarante ans, le groupe Debrunner étend ses activités à toute la Suisse [réf. nécessaire]. En 1988, le groupe Debrunner et le groupe Koenig unissent leurs destinées. L'entité originelle Debrunner AG est maintenue en tant que filiale opérationnelle. En 1996, celle-ci acquiert le groupe Acifer et modifie sa raison sociale en Debrunner Acifer SA. D'autres rachats d'entreprises régionales sont encore réalisés par la suite.
Fin 2005, l'entreprise rachète à Alu Menziken Holding son secteur d'activités Metall Service. Cette société est intégrée au groupe Debrunner Koenig en tant que division autonome. Elle porte aujourd'hui le nom de Metall Service Menziken AG.
En 2008, la filiale Koenig Verbindungstechnik AG, spécialiste de la technique de fixation et de fermeture, est détachée de Debrunner Koenig Holding AG, et, dans le cadre d'un rachat par sa propre direction, vendue à la société de capital investissement Capvis.
En 2015, l'entreprise Koenig Feinstahl AG, prestataire de services à valeur ajoutée (stockage, coupe et distribution) actif dans le secteur de l'usinage des métaux, cesse ses activités.